# (3392) Setouchi
(3392) Setouchi est un astéroïde de la ceinture principale aréocroiseur.

## Description
(3392) Setouchi est un astéroïde aréocroiseur. Il présente une orbite caractérisée par un demi-grand axe de 2,14 UA, une excentricité de 0,28 et une inclinaison de 26,3° par rapport à l'écliptique.

## Compléments